# Steenrode grasuil
De steenrode grasuil (Apamea lateritia) is een nachtvlinder uit de familie van de uilen, de Noctuidae.

## Beschrijving
De voorvleugellengte bedraagt tussen de 18 en 23 millimeter. De grondkleur van de voorvleugel is bruin in allerlei variaties. Bij lichtere exemplaren is de kleur steenrood, waarnaar zowel de Nederlandse als de wetenschappelijke naam verwijzen. De vleugel is tamelijk effen gekleurd, de ringvlek en niervlek zijn licht omrand, vooral de rand langs de buitenkant van de niervlek is goed zichtbaar. Langs de costa loopt een rij witte stippen.

## Waardplanten
De steenrode grasuil gebruikt diverse grassen als waardplanten. De rups is te vinden van september tot mei. De soort overwintert als rups.

## Voorkomen
De soort komt verspreid over het Palearctisch gebied voor.

### In Nederland en België
De steenrode grasuil is in Nederland en België een zeldzame soort, die verspreid over het hele gebied kan worden gezien. De vlinder kent één generatie die vliegt van halverwege juni tot en met augustus.